# Hotel de Sal Playa Blanca

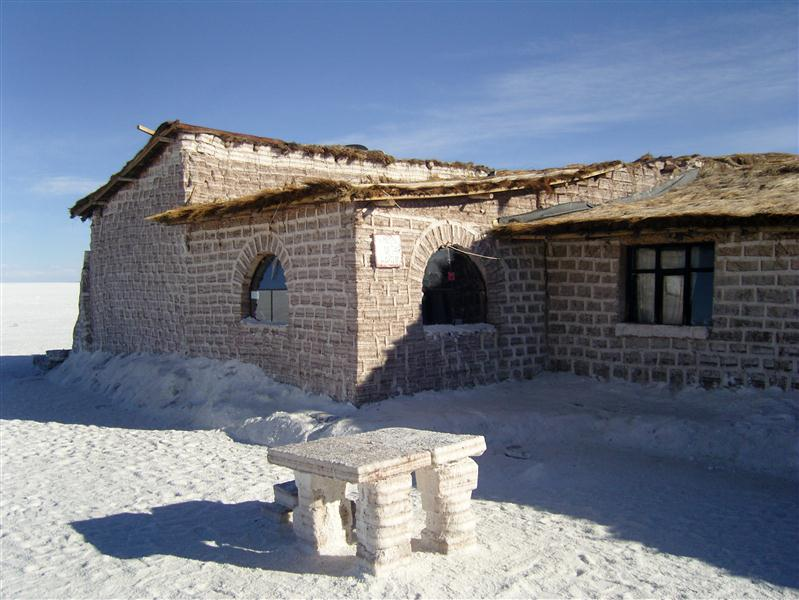

Hotel de Sal Playa Blanca é um hotel, atualmente desativado, todo feito com blocos de sal, dos tijolos aos móveis, que fica localizado no centro do Salar de Uyuni, na Bolívia, sendo uma das atrações do local.
Foi o primeiro hotel de sal construído no mundo. O inicio de sua construção data de 1993, sendo terminado 2 anos mais tarde.
Sua localização no centro de um deserto teve graves problemas de saneamento, já que a maioria dos resíduos tinha que ser coletada manualmente. A má gestão acabou causando uma grave poluição ambiental, e o hotel teve que ser desativado em 2002.
Em frente ao hotel fica localizada a Praça das Bandeiras, que contém várias bandeiras, desde bandeiras de países, até bandeiras de clubes de futebol.